# وصفة طبية

رمز الوصفة:
U+211E ℞ PRESCRIPTION TAKE (HTML ℞)

الوصفة طبية (℞) هي وثيقة الرعاية الصحية التي يحررها الطبيب في شكل تعليمات التي تحكم خطة رعاية المريض. قد تشمل الوصفات الطبية أوامر يجب أن يقوم بها المريض، أو توجيهات إلى الممرضة أو الصيدلي أو الطبيب المعالج الأخر.

## الشكل والتعريف
في الولايات المتحدة، تنقسم صيغة الوصفة الطبية إلى سبعة أجزاء. ومع ذلك، في روتين الوصف الحديث، لم تعد بعض الأجزاء قابلة للتطبيق أو مدرجة بشكل يومي.
التعريف: كي تُعد وصفة طبية وصفةً طبية قانونية، يجب تقديمها من قبل شخص مؤهل، طبيب أسنان، أو معالج بالأعشاب، أو ممرض ممارس متقدم، أو صيدلي، أو طبيب، أو طبيب بيطري، إلخ، ممن يكون الدواء الموصوف ضمن مجال ممارستهم لوصف مثل هكذا علاجات. بغض النظر عما إذا كانت الوصفة تحتوي على مواد خاضعة للرقابة أو علاجات تحتاج إلى أدوية متاحة دون وصفة طبية.
يمكن إدخال الوصفات الطبية إلى نظام السجلات الطبية الإلكترونية وإرسالها إلكترونيًا إلى الصيدلي. عوضًا من ذلك، يمكن أن تكون الوصفة مكتوبة بخط اليد على نماذج للوصفات، مطبوعة مسبقًا ومجمعة ضمن كراسات، أو تطبع على نماذج مماثلة باستخدام طابعة الكمبيوتر أو حتى على ورق عادي تبعًا للظروف. في بعض الحالات، قد تُنقل الوصفة الطبية من الطبيب إلى الصيدلي شفهيًا على الهاتف؛ وتزيد هذه الممارسة من خطر حدوث خطأ طبي. يتضمن محتوى الوصفة الطبية اسم وعنوان مقدم الوصفة وأي متطلبات قانونية أخرى مثل رقم التسجيل (مثل رقم دي إي إيه في الولايات المتحدة). يختلف اسم المريض في كل وصفة. في المملكة المتحدة وأيرلندا، يجب تسجيل اسم المريض وعنوانه أيضًا.
تُؤرخ كل وصفة طبية وقد تضع بعض السلطات القضائية مهلة زمنية لصرف الوصفة الطبية. في الماضي، احتوت الوصفات على تعليمات للصيدلي ليستخدمها في تركيب المنتج الصيدلاني ولكن معظم الوصفات الطبية حاليًا تحدد المنتجات الصيدلانية المُصنعة والتي تتطلب القليل أو لا تتطلب تحضيرًا من قبل الصيدلي. تحتوي الوصفات الطبية أيضًا على توجيهات ليتبعها المريض عند تناول الدواء. وتُطبع هذه التوجيهات على بطاقة بيانات المنتج الصيدلاني.
تشير كلمة «الوصفة»، التي أتت من «بري» («قبل») و «سكريبتس» («الكتابة، مكتوبة»)، إلى حقيقة أن الوصفة هي تعليمات يجب تدوينها قبل أن يتم تحضير الدواء المركب. في أغلب الأحيان، يسمي العاملون في الصناعة الوصفات الطبية ببساطة «نصوصًا».
في بعض الدول، صيغت تشريعات من أجل الماريجوانا الطبية، تطالب بـ «توصية» مكتوبة أو شفهية من قبل اختصاصي الرعاية الصحية، اعتقادًا أنه يمكن تمييز المكتوبة منها من الناحية القانونية عن الوصفة الطبية، ولكن بما أن تقديم المشورة المكتوبة للمريض هي فحوى الوصفة الطبية، عُدَّ هذا الاعتقاد خاطئًا. قد تعتمد السلطات القضائية تعريفًا قانونيًا لـ «الوصفة» يُطبّق كمصطلح فني فقط عند تطبيق تلك الحالة (انظر أدناه إلى الوصفات التي يمكن ملؤها بشكل قانوني ببنود تحتاج لوصفة طبية)، لكن التعريف القانوني العام للكلمة هو هذا التعريف الواسع.

## المحتوى
توجد للعديد من الأدوية التي تحمل علامات تجارية بدائل من الأدوية المكافئة التي تماثلها من الناحية العلاجية والكيميائية. تحتوي الوصفات الطبية أيضًا على تعليمات بشأن ما إذا كان الواصف سيسمح للصيدلي باستبدال نسخة مكافئة من الدواء. ويمكن الإبلاغ عن هذه التعليمات بعدة طرق.
في بعض السلطات القضائية، تحتوي الوصفة المطبوعة مسبقًا على سطرين للتوقيع: يطبع في أسفل أحد السطرين عبارة «يصرف كما هو مكتوب»؛ وفي أسفل السطر الآخر «يُسمح تبديله». تحوي بعضها على مربع مطبوع مسبقًا «يصرف كما هو مكتوب» من أجل أن يتحقق منه الواصف (ولكن من السهل أن يتحقق منه أي شخص لديه حق الوصول إلى الوصفة الطبية). ينص البروتوكول لدى سلطات قضائية أخرى على أن الواصف يجب أن يكتب بخط اليد أحد العبارات التالية: «يصرف كما هو مكتوب»، «دي إيه دبليو»، «الالتزام بالاسم التجاري»، «لا تبدل»، «ممنوع التبديل»، «ضروري طبيًا»، «لا تبادل». قد تستخدم السلطات القضائية الأخرى لغات مختلفة تمامًا، ناهيك عن صيغة الكلمات المختلفة. في بعض السلطات القضائية، قد يكون إدراج سن الطفل في الوصفة الطبية شرطًا قانونيًا. بالنسبة لوصفات طب الأطفال، ينصح البعض بإدراج عمر الطفل إذا كان عمر المريض أقل من اثني عشر عامًا وإدراج عمره بالسنوات والأشهر بحال كان عمره أقل من خمس سنوات. (بشكل عام، من المفيد إدراج عمر الطفل في الوصفة الطبية). وإضافة وزن الطفل مفيد كذلك.
غالبًا ما تحتوي الوصفات الطبية على خانة «تصنيف». عند تفقدها، يُطلب من الصيدلي تصنيف الدواء وتقديم معلومات حول الوصفة نفسها بالإضافة إلى تعليمات تناول الدواء. وإلا، ببساطة يُعطى المريض التعليمات.
يقوم بعض الواصفين علاوةً على ذلك، بإبلاغ المريض والصيدلي بدواعي استعمال الدواء؛ أيّ ما يعالجه. وهذا يساعد الصيدلي في التحقق من وجود أخطاء، فالعديد من الأدوية الشائعة تُستخدم لعلاج العديد من الحالات الطبية.
تحدد بعض الوصفات عدد «التكرارات» أو «العبوات» المسموح بها وما إن كان مسموح تكرارها؛ يحصل هذا في حال كان المريض سيأخذ الدواء نفسه أكثر من مرة دون الحصول على وصفة طبية جديدة من الطبيب المعالج. قد تقيد اللوائح إعادة تكرار بعض أنواع الأدوية.
في العمليات الجماعية، قد يحتوي الجزء المطبوع مسبقًا من الوصفة على أسماء العديد من الواصفين. يضع الواصفون عادةً دائرة حول أسمائهم، للإشارة إلى من وصف الدواء أو قد يكون هناك خانة اختيار بجانب أسمائهم.

## كتابة الوصفات

### سهولة القراءة
من المعروف عن الوصفات الطبية المكتوبة بخط اليد، أنها غير مقروءة في كثير من الأحيان. في الولايات المتحدة، كانت كتابة خط اليد غير الواضحة هي المسؤولة بشكل غير مباشر عن مقتل أكثر من 7000 شخص سنويًا، وفقًا لتقرير صدر في يوليو عام 2006 من معهد الطب التابع لأكاديميات العلوم الوطنية (آي أو إم). استخدم الأطباء عبر التاريخ الكلمات والاختصارات اللاتينية لنقل الوصفة بالكامل إلى الصيدلي. ما زالت هذه الاختصارات مستخدمة على نطاق واسع حتى الآن، ويجب فهمها من أجل تفسير الوصفات الطبية. في أوقاتٍ أخرى، وعلى الرغم من أن بعض الأحرف المفردة تكون غير واضحة، إلا أن موقع الأحرف المقروءة وطول الكلمة يكفي لتمييز الدواء استنادًا إلى معلومات الصيدلي. عندما يكون هناك ما يدعو للشك، يقوم الصيادلة بالاتصال بالطبيب. سنت بعض السلطات القضائية تشريعات بخصوص الوصفات الطبية المقروءة (مثل فلوريدا). وقد دعا البعض إلى التخلص من الوصفات المكتوبة بخط اليد كليًا، وتزايد استعمال الوصفات المطبوعة على الحاسوب بشكل كبير في بعض الأماكن.